# Casus belli
Casus belli (łac. casus ‘sprawa, przypadek, traf’ od cadere ‘(wy)padać, zdarzać się’; belli dopełniacz od bellum ‘wojna’) – powód lub pretekst do rozpoczęcia działań wojennych.
Casus belli to łacińskie wyrażenie pochodzące z teorii prawa międzynarodowego. Formalnie wyrażenie to (które przetłumaczyć można jako „ryzyko wojny” lub „okazja do wojny”) jest częścią formalnej deklaracji wojny przez państwo, które wymienia: żale i pretensje, jakie państwo ma lub może mieć w stosunku do innego państwa, intencje, jakie nim kierują, by rozpocząć wojnę, a także działania, jakie mogą zostać podjęte, by zapobiec konfliktowi lub przywrócić pokój. Deklaracja taka stara się spełnić kryteria ius ad bellum, „sprawiedliwej przyczyny”, „deklaracji publicznej” i ultima ratio („ostatecznego argumentu”). Formalne deklaracje wojny są obecnie niezwykle rzadkie, a casus belli oznacza zwykle powody danego państwa do wypowiedzenia wojny, bez odnoszenia się do jakichkolwiek dokumentów czy propozycji jego zapobieżenia, czasem nawet bez wskazywania, czy owe powody są sprawiedliwe.
Przykłady z roku 1914:
- 28 lipca wypowiedzenie wojny Serbii przez Austro-Węgry było uzasadniane spełnieniem tylko części warunków postawionego jej ultimatum[4]
- 1 sierpnia wypowiedzenie wojny Rosji przez Cesarstwo Niemieckie było odpowiedzią na carski ukaz mobilizacyjny[5]
- 3 sierpnia pretekstem do wypowiedzenia wojny Francji przez Cesarstwo Niemieckie było rzekome zbombardowanie linii kolejowej Karlsruhe–Norymberga przez lotnictwo francuskie[6]
- 4 sierpnia przystąpienie Wielkiej Brytanii do wojny przeciw Niemcom motywowane było pogwałceniem neutralności Belgii przez armię niemiecką, która dnia poprzedniego rozpoczęła przemarsz przez belgijskie terytorium by zaatakować Francję[7][8]

Przykłady incydentów grożących wojną, które zażegnano:
- Incydent Trent w 1861 między USA i Wielką Brytanią
- Incydent na Dogger Bank w 1904 między Rosją i Wielką Brytanią